# 中国驻迪拜总领事列表
本列表为中国驻阿拉伯联合酋长国迪拜总领事馆历任总领事名录。

## 历任中国驻迪拜总领事

### 中华民国驻杜拜名誉总领事（1980年－1988年）
1979年5月1日，中华民国政府在迪拜设立驻杜拜名誉领事馆，馆员实际由中华民国外交部派驻。1980年7月11日，名誉领事馆升格为名誉总领事馆。
1984年，中华人民共和国政府与阿联酋举行建交谈判，阿联酋政府澄清，该名誉总领事馆是由迪拜市政府同意设立，并非阿联酋政府和迪拜酋长国政府同意设立，并表态将撤销该名誉总领事馆。
直至1988年5月，中华人民共和国政府与阿联酋达成设立驻迪拜总领事馆协议之后，该名誉总领事馆才应阿联酋政府要求，更名中華民國駐阿拉伯聯合大公國杜拜商務辦事處。
| 姓名   | 任命          | 到任          | 免职          | 离任          | 领事职务 | 备注     | 备注 |
| ------ | ------------- | ------------- | ------------- | ------------- | -------- | -------- | ---- |
| 张祖泽 | 1981年4月24日 | 1981年6月23日 | 1987年3月22日 | 1987年4月22日 | 领事     | 代总领事 |      |

### 中华人民共和国驻迪拜总领事（1988年至今）
1988年6月14日，中华人民共和国与阿拉伯联合酋长国政府达成在迪拜设立总领事馆的协议。1989年2月14日，驻迪拜总领事馆正式开馆。
| 姓名   | 任命          | 到任          | 递交任命书     | 免职          | 离任       | 领事职务 | 备注 | 备注 |
| ------ | ------------- | ------------- | -------------- | ------------- | ---------- | -------- | ---- | ---- |
| 郁兴志 | 1988年8月17日 | 1988年12月    |                | 1991年9月9日  | 1991年12月 | 总领事   |      |      |
| 高道周 | 1991年9月9日  | 1992年1月     |                | 1994年1月8日  | 1994年3月  | 总领事   |      |      |
| 闻兆祥 | 1994年1月8日  | 1994年3月     |                | 1997年6月24日 | 1997年8月  | 总领事   |      |      |
| 李志国 | 1997年6月24日 | 1997年8月     |                |               | 2001年8月  | 总领事   |      |      |
| 杨伟国 |               | 2001年9月     |                |               | 2005年10月 | 总领事   |      |      |
| 高有祯 |               | 2005年11月    | 2005年11月14日 |               | 2010年8月  | 总领事   |      |      |
| 詹京保 |               | 2010年9月     | 2010年9月27日  |               | 2013年4月  | 总领事   |      |      |
| 唐卫斌 |               | 2013年8月30日 | 2013年9月8日   |               | 2015年5月  | 总领事   |      |      |
| 李凌冰 |               | 2015年5月10日 | 2015年5月17日  |               | 2018年11月 | 总领事   |      |      |
| 李旭航 |               | 2019年5月26日 | 2019年5月28日  |               | 2024年2月  | 总领事   |      |      |
| 欧渤芊 |               | 2024年3月17日 | 2024年3月21日  | 现任          |            | 总领事   |      |      |